# Fernanda Brum
Fernanda Brum Costa da Cruz MT  (Río de Janeiro, 19 de diciembre de 1976), más conocida como Fernanda Brum, es una cantante, escritora, actriz, presentadora, compositora, productora y pastora, relacionada con la música cristiana brasileña. 
Fernanda ha sido nominada al Grammy Latino en la categoría de "Mejor Álbum Cristiano en Lengua Portuguesa" en cuatro ocasiones, con el álbum Cura-me en 2008, y en 2017 con el álbum Ao Vivo em Israel, siendo ganadora con el álbum en vivo Da Eternidade en 2015, y en 2018 con el álbum Som da Minha Vida.
Fernanda inició su carrera a mediados de los años 1990. En 1993 lanzó el álbum Feliz de Vez de forma independiente. Al abrir el espectáculo de la cantante Shirley Carvalhaes, llamó la atención del sello discográfico MK Music, compañía con la que luego firmó un contrato artístico. En 1995 se casó con el teclista, compositor y productor musical Emerson Pinheiro y lanzó Meu Bem Maior, que vendió más de 100 mil copias en el país. Sus álbumes más famosos son Quebrantado Coração (2002) y Só um Toque (2004). Paralelamente a su carrera en solitario, Brum grabó con varios artistas y músicos y produjo dos álbumes, en 2008 y 2009, en colaboración con el cantautor Eyshila. Mientras tanto, fue nominada y ganadora en varias categorías del Troféu Talento y del Troféu Promessas. En 2020, después de exactamente 25 años de asociación con el sello discográfico MK Music, la cantante firmó con Sony Music Gospel.

## Biografía
Nacida en Río de Janeiro, criada en Irajá, en un barrio de clase media del norte, Fernanda es hija de tres hermanos, a saber: Márcia Brum, Bruno Brum y Louise Costa; Sus padres son Nélio Brum Costa y María Fernanda Costa. Desde pequeña Fernanda siempre ha tenido contacto con el mundo musical, y siendo niña ganó un concurso de canto televisivo representando al colegio en el que estudiaba. Fernanda ya tomó un curso de teatro, cantó jingles de radio, entre otros trabajos.
A los 16 años, Fernanda volvió a practicar el cristianismo, razón por la cual Fernanda luego abre el show de Shirley Carvalhaes y firma un contrato con MK Music. El 17 de julio de 2020, luego de 25 años contratado por MK Music, el cantante firmó con el sello discográfico Sony Music Gospel.

## Carrera
En 1993 lanza Feliz de Vez, su primer LP, con el que inicia su carrera en la escena gospel.
Luego del lanzamiento de su primer LP, Fernanda es contratada para abrir un show de la cantante Shirley Carvalhaes con una audiencia estimada de 150 mil personas. Esta participación dio lugar a un contrato con MK Publicitá. En 1995, lanzó su segundo álbum Meu Bem Maior, que le dio notoriedad en la escena religiosa brasileña.  En los años siguientes, lanzó dos nuevos álbumes: Sonhos y O Que Diz Meu Coração, además de regrabar su primer trabajo, Feliz de Vez.
En 2002, la cantante lanzó el disco Quebrantado Coração, considerado por la crítica como uno de los mejores discos del año y el disco que solidificó la carrera de la cantante. El repertorio incluye las canciones "Amo o Senhor", "Espírito Santo", "Você Merece", "O Amor que Cura", además del tema principal.
En 2004 se lanzó el disco Só um Toque, el cual fue grabado en vivo en la Iglesia Bautista Ebenézer. La producción musical estuvo a cargo de Emerson Pinheiro, su marido, como ocurre con todos los álbumes editados por la cantante. En 2006, lanzó el álbum temático Prophetizing to Nations, cuya mitad de lo recaudado fue donado a la misión Portas Abertas, organización que apoya a la iglesia perseguida (cristianos que viven en lugares donde son perseguidos por la fe que profesan). Tras su compromiso con la Iglesia Perseguida, Fernanda se convirtió en embajadora de la causa en Brasil.
En 2008, se lanzó el álbum Cura-Me, que contó con la aparición especial de Ana Paula Valadão, de Diante do Trono, en la canción "Não é Tarde", además de tratar temas controvertidos, como el aborto. Ese mismo año, se asoció con Eyshila, en un proyecto que, en 2008, se convirtió en CD. Amigas, el proyecto, se convirtió en oro. En 2009, grabaron el álbum Amigas 2, recibiendo nuevamente un disco de oro, el álbum contó con la participación de la cantante Liz Lanne.
El 10 de junio de 2010, lanzó su CD titulado Glória, el álbum vendió más de 150 mil copias, siendo certificado doble platino por la ABPD. El 27 de junio del mismo año participó del musical Encontro do Domingão do Faustão en la Rede Globo, junto a Aline Barros. En esa ocasión, cantó la canción "Cura-me" y luego realizó un dueto con Aline Barros en "Tudo é Teu". La cantante también participó del Festival Promessas, evento que tuvo lugar en Aterro do Flamengo y fue transmitido por Rede Globo. Además de Fernanda, participaron los cantantes Davi Sacer, Eyshila, Fernandinho, Damares, Pregador Luo, Ludmila Ferber, Regis Danese y el grupo Diante do Trono.
En julio de 2012, Fernanda Brum anunció el título de otra obra, Liberta-me. El álbum fue grabado en junio y el booklet fue producido por Quartel Design, y una hazaña inédita fue pedir al público vía Twitter que eligiera dos portadas para votar, cuál sería la portada oficial del álbum. La obra recibió composiciones de varios músicos y artistas, como Livingston Farias, Luiz Arcanjo, Arianne, además de canciones originales. Liberta-me fue lanzado en agosto de 2012 y recibió un disco de oro y platino. Ese mismo año debutó como actriz en la película "Buscando a Josef", de temática misionera.
En 2014, el intérprete lanzó el sencillo "Gigante do Amor" relacionado con el Mundial. A principios de septiembre, Fernanda graba el disco Da Eternidade en vivo con un coro de 500 voces en la nueva carpa de la Iglesia Bautista Central Atitude en Barra da Tijuca los días 5 y 6 . Pero fue en enero de 2015 que salió el disco en vivo, con composiciones de Kleber Lucas, Luiz Arcanjo, Anderson Freire y la regrabación de "O que Sua Glória Fez Comigo". Ese mismo año ganó el Grammy Latino al Mejor Álbum de Música Cristiana en Lengua Portuguesa.

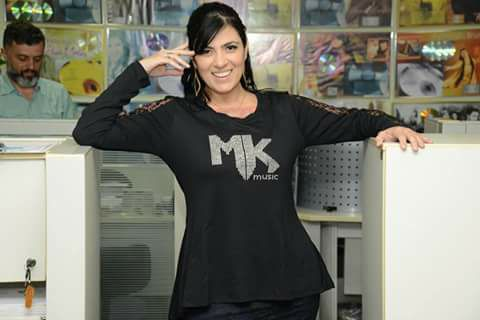
Fernanda Brum del sello MK Music, en 2017

En 2017, Fernanda grabó en estudio el disco Som da Minha Vida. Con apariciones de Eyshila en "Do Nilo à Terra Prometida" y Biorki en "Caiu Babel", reunió composiciones originales, además de canciones de Emerson Pinheiro, Livingston Farias, Anderson Freire y otros letristas, el disco también cuenta con 5 sesiones en vivo. del mismo lanzado en 2018. Ese mismo año, Som da Minha Vida ganó el Grammy Latino al Mejor Álbum de Música Cristiana en Lengua Portuguesa.
Para 2019, Fernanda preparó un proyecto inédito, siendo grabado en los estudios Full Shail, en Florida. La cantante grabó 10 temas nuevos, así como una canción en inglés con la cantante Shana Saint. Las 11 canciones fueron lanzadas en 2 EP, siendo el primero lanzado el 30 de mayo bajo el título Terceiro Céu, y el segundo programado para lanzarse en 2020 bajo el título Águas Profundas .
Ese mismo año, el cantante, quien también es pastor, publicó mensajes bíblicos en plataformas digitales. Los sermones fueron grabados durante los servicios en su iglesia, Profetizando a las Naciones, el primero con el tema Después de la guerra.
El 3 de enero de 2020, la cantante lanzó el EP YouTube Music Night, que contiene 4 canciones grabadas en vivo en un evento realizado por YouTube Space Rio en asociación con MK Music, grabado en julio de 2019. Esta es la primera obra evangelística producida y editada por la plataforma de vídeos YouTube.
En marzo de 2020, Fernanda lanzó el EP Águas Profundas . El último proyecto de MK Music, después de 25 años de colaboración.
En julio del mismo año anunció su salida de MK Music, firmando un contrato y pasando a formar parte del elenco de Sony Music. Desde entonces, Fernanda ha lanzado 7 sencillos, siendo uno de ellos la regrabación de "Ouço Deus me Chamar", colaboración de Marcos Freire en la que también participó Ludmila Ferber ; y los dos últimos sencillos "Escrita" y "Jardim" son de su nuevo EP "Do Éden ao Éden", lanzado en 2021.

## Vida personal
El 18 de mayo de 1996, Fernanda Brum se casó con el productor musical Emerson Pinheiro.
En los primeros años de matrimonio, Fernanda también sufrió cuatro abortos espontáneos. Lo sucedido pudo haber sido un gran motivo para que la cantante renunciara a tener hijos, pero aun así no la hizo renunciar a su sueño. Brum incluso ha compuesto varias canciones relacionadas con esto, como las famosas "Dá-me Filhos" y "Aborto, Não!" de los álbumes " Só um Toque " y " Cura-me ", respectivamente.
El 29 de julio de 2003, Fernanda dio a luz a su primer hijo, Isaac. El 8 de enero de 2010 dio a luz a Laura, su primera hija.
Pastores desde 2003, Fernanda Brum y Emerson Pinheiro fueron consagrados en la Iglesia Bautista Ebenézer; Hasta principios de 2016, pastorearon en la Iglesia Bautista Central Atitude en Barra da Tijuca, donde estuvieron a cargo del culto del Cuarto Profético y de las Mujeres Doradas. Actualmente pastorean la Iglesia Profetizando a las Naciones (IPAN) en Barra da Tijuca.

## Discografía
Álbumes en portugués
- 1993: Feliz de Vez (LP)
- 1995: Meu Bem Maior
- 1997: Sonhos
- 1999: O Que Diz Meu Coração
- 2001: Feliz de Vez
- 2002: Quebrantado Coração
- 2004: Apenas um Toque
- 2006: Profetizando às Nações
- 2008: Cura-me
- 2010: Glória
- 2012: Liberta-me
- 2015: Da Eternidade
- 2017: Som da Minha Vida
- 2019: Terceiro Céu
- 2020: Águas Profundas
- 2021: Do Éden ao Éden
- 2022: Em Casa
- 2023: Onde o Fogo Não Apaga

Álbumes en español
- Apenas Un Toque
- Redención

## Libros
- 2013: E Foi Assim...
- 2023: Na Mira
- 2024: Plena

## Premios y nominaciones

### Trofeo Promesas
| Año  | Categoría      | Trabajo          | Resultado |
| ---- | -------------- | ---------------- | --------- |
| 2013 | Mejor CD       | Liberta-me       | Nominado  |
| 2013 | Mejor vídeo    | Liberta-me       | Nominado  |
| 2013 | Mejor cantante | Ella misma       | Ganadora  |
| 2012 | Mejor CD       | Glória In Rio    | Nominado  |
| 2012 | Mejor DVD      | Glória In Rio    | Nominado  |
| 2012 | Mejor música   | Canta Minha Alma | Nominado  |
| 2012 | Mejor cantante | Ella misma       | Ganadora  |
| 2011 | Mejor vídeo    | Pavão Pavãozinho | Ganadora  |
| 201  | Mejor CD       | Glória           | Nominado  |
| 2011 | Mejor cantante | Ella misma       | Nominado  |

### Trofeo de talento[20][21]
| Año  | Categoría             | Trabajo                 | Resultado |
| ---- | --------------------- | ----------------------- | --------- |
| 2009 | Dúo del año           | Fernanda Brum y Eyshila | Ganadoras |
| 2007 | Cantante del año      | Ella misma              | Ganadora  |
| 2005 | Cantante del año      | Ella misma              | Nominado  |
| 2003 | Vídeo musical del año | Quebrantado Coração     | Nominado  |
| 2003 | La canción del año    | Quebrantado Coração     | Nominado  |
| 2003 | CD del año            | Quebrantado Coração     | Nominado  |
| 2003 | Mejor regrabación     | Lembranças de Jesus     | Ganadora  |
| 2003 | Cantante del año      | Ella misma              | Ganadora  |
| 2002 | Mejor regrabación     | Feliz de Vez            | Nominado  |
| 1996 | Revelación femenina   | Ella misma              | Ganadora  |

### Premios Grammy Latinos
| Año  | Categoría                                          | Álbum             | Resultado |
| ---- | -------------------------------------------------- | ----------------- | --------- |
| 2008 | Mejor Álbum de Música Cristianaen Idioma Portugués | Cura-me           | Nominado  |
| 2015 | Mejor Álbum de Música Cristianaen Idioma Portugués | Da Eternidade     | Ganadora  |
| 2017 | Mejor Álbum de Música Cristianaen Idioma Portugués | Ao Vivo em Israel | Nominado  |
| 2018 | Mejor Álbum de Música Cristianaen Idioma Portugués | Som da Minha Vida | Ganadora  |

### Troféu de Ouro
| Año  | Categoría                          | Trabajo        | Resultado |
| ---- | ---------------------------------- | -------------- | --------- |
| 2015 | Mejor Álbum Nacional               | Da Eternidade  | Nominado  |
| 2015 | Mejor canción de todos los tiempos | Espírito Santo | Nominado  |
| 2016 | Cantante Nacional                  | Ella misma     | Ganadora  |
| 2016 | Mejor vídeo                        | Efésios        | Nominado  |

### Troféu Gerando Salvação
| Año  | Categoría        | Trabajo                        | Resultado |
| ---- | ---------------- | ------------------------------ | --------- |
| 2019 | Videoclip        | Limpe o Palco, Apague as Luzes | Nominado  |
| 2021 | Videoclip        | Ar                             | Nominado  |
| 2021 | Cantante del año | Ella misma                     | Nominado  |
| 2022 | Videoclip        | Escreve                        | Nominado  |
| 2022 | Cantante del año | Ella misma                     | Nominado  |